# Distrikt Cerro Colorado

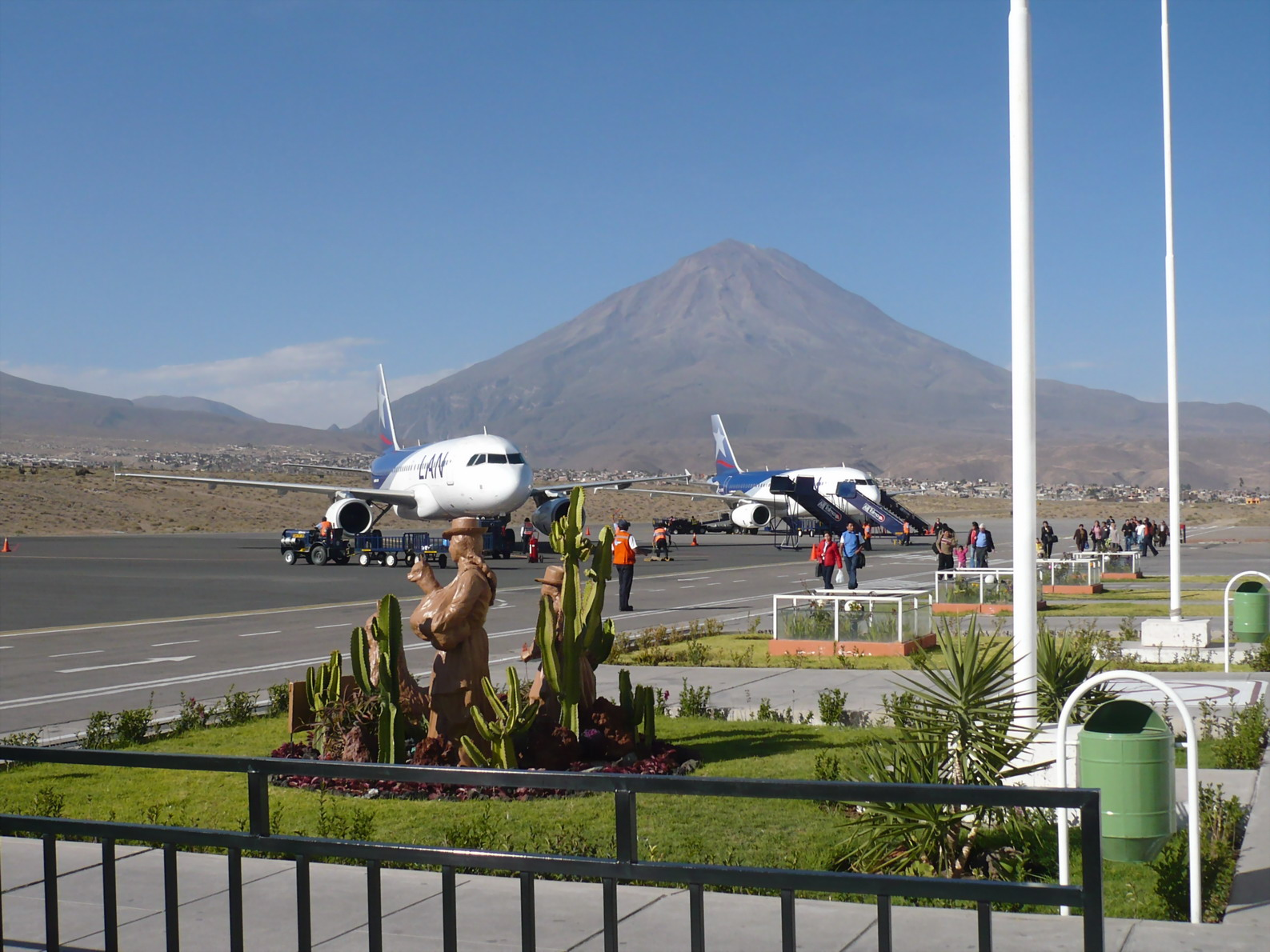
Flughafen von Arequipa; der Vulkan Misti im Hintergrund.

Der Distrikt Cerro Colorado liegt in der Provinz Arequipa der Region Arequipa in Südwest-Peru. Der Distrikt wurde am 26. Februar 1954 gegründet. Er hat eine Fläche von 174,9 km². Beim Zensus 2017 lebten 197.954 Einwohner im Distrikt. Im Jahr 1993 lag die Einwohnerzahl bei 61.865, im Jahr 2007 bei 113.171. Die Distriktverwaltung befindet sich in der im äußersten Südosten auf einer Höhe von 2400 m gelegenen Stadt La Libertad. Diese ist Teil des Ballungsraumes der Provinz- und Regionshauptstadt Arequipa und liegt 3,6 km nordwestlich von deren Stadtzentrum. Im Norden des Distrikts befindet sich der Flughafen Arequipa (Aeropuerto Internacional Alfredo Rodríguez Ballón). Im Südwesten des Distrikts wird zum Teil bewässerte Landwirtschaft betrieben.

## Geographische Lage
Der Distrikt Cerro Colorado liegt im nordwestlichen Zentrum der Provinz Arequipa. Er hat eine Längsausdehnung in SSW-NNO-Richtung von 25 km. Im Norden erhebt sich der 6057 m hohe Vulkan Chachani. Der Distrikt erstreckt sich zwischen den Flussläufen von Río Chili im Osten und dessen Nebenfluss Río Los Andenes im Westen.
Der Distrikt Cerro Colorado grenzt im Westen und Norden an den Distrikt Yura, im Osten an den Distrikt Cayma sowie im Süden an die Distrikte Yanahuara, Sachaca, Uchumayo und Tiabaya.